# Басарац, Иван
Иван Басарац (хорв. Ivan Basarac; 25 августа 1946, Сомбор — 6 июня 2007, Озаль) — генерал-полковник вооружённых сил Хорватии, помощник начальника Главного штаба Вооружённых сил Хорватии.

## Биография
Родился 25 августа 1946 года в семье воеводинских хорватов. Окончил в 1970 году военную академию сухопутных войск ЮНА, в 1986 году — Высшую военную академию ЮНА в Белграде. В 1991 году находился на должности командира одного из формирований ЮНА в Вараждине, в июле перешёл на сторону вооружённых сил Хорватии. На момент дезертирства из ЮНА имел звание майора.
В сентябре 1991 года стараниями Ивана Басараца в Дугу-Ресу были перегнаны два трофейных танка Т-55 и два бронетранспортёра, что было для хорватских войск по тем временам большой удачей. В годы войны в Хорватии Басарац принял пост командира 3-й бригады Национальной гвардии Хорватии (позднее 3-й гвардейской бригады вооружённых сил Хорватии), действовавшей на Винковацко-Вуковарском направлении. В октябре 1992 года был произведён в генерал-майоры, став позднее начальником Управления сухопутных сил Хорватии, командующим Загребского военного округа и даже помощником начальника Главного штаба вооружённых сил Хорватии по сухопутным войскам (в этой должности пребывал с 1995 по 1998 годы). Участник операций «Молния» и «Буря». В мае 1998 года произведён в генерал-полковники. 30 сентября 1998 года указом Франьо Туджмана отправлен в запас.
28 сентября 2000 года генерал Иван Басарац подписал открытое Письмо двенадцати генералов президенту Хорватии Степану Месичу в знак протеста против создания в СМИ негативного образа хорватских военных-участников войны 1991—1995 годов. В 2003 году на похоронах генерала Янко Бобетко критически высказался о том, что правительство Хорватии не оказывало никакой поддержки хорватским военным, обвиняемым МТБЮ — Анте Готовине, Мирко Норацу и Рахиму Адеми. Также он призвал к ответу тех, кто выступал за выдачу всех троих Международному трибуналу.
Скончался 6 июня 2007 года в госпитале Озаля от сердечного приступа.

## Награды
Отмечен следующими государственными наградами:
- Орден бана Елачича
- Орден Хорватского креста
- Орден Николы Шубича Зриньского
- Орден Хорватского трилистника
- Орден Хорватского плетения
- Медаль «В память об Отечественной войне» (дважды)
- Медаль Благодарности Родины
- Медаль за участие в операции «Молния»
- Медаль за участие в операции «Буря»